# دلیلی برای زندگی
دلیلی برای زندگی (انگلیسی: A Reason to Live; کره‌ای: 오늘) یک فیلم محصول ۲۰۱۱ کره جنوبی به نویسندگی و کارگردانی لی جونگ هیانگ است. در این فیلم سونگ هه-کیو و نام جی-هیون ایفای نقش کردند. دلیلی برای زندگی در جشنواره بین‌المللی فیلم بوسان ۲۰۱۱ و سپس در ۲۷ اکتبر ۲۰۱۱ در سینماها اکران شد. این فیلم ۱۳۱٬۱۹۴ بلیت فروخت.